# هنری کالکی
هنری کالکی (انگلیسی: Henry Kulky؛ ۱۱ اوت ۱۹۱۱ – ۱۲ فوریهٔ ۱۹۶۵) یک هنرپیشه و کشتی‌گیر کشتی حرفه‌ای اهل ایالات متحده آمریکا بود.
از فیلم‌ها یا برنامه‌های تلویزیونی که وی در آن نقش داشته است می‌توان به سرنیزه‌های استوار و سفر به قعر دریا اشاره کرد.